# 普雷里維爾 (路易斯安那州)
普雷里維爾（英語：Prairieville）是位於美國路易斯安那州阿森松堂區的一個普查規定居民點。

## 人口
根據2020年美國人口普查的數據，普雷里維爾的面積為57.18平方千米，當中陸地面積為56.97平方千米，而水域面積為0.21平方千米。當地共有人口33197人，而人口密度為每平方千米580.57人。